# Andrew McCutchen
Andrew Stefan McCutchen (10 de octubre de 1986) es un jardinero estadounidense de béisbol profesional que juega para los Pittsburgh Pirates de las Grandes Ligas. Anteriormente jugó con los Milwaukee Brewers, San Francisco Giants, New York Yankees y Philadelphia Phillies. Se desempeña principalmente como jardinero central.
McCutchen fue seleccionado en la primera ronda (11.º global) del draft de 2005 por los Piratas. Debutó en Grandes Ligas en 2009. Fue seleccionado al Juego de Estrellas por cinco temporadas consecutivas (2011-2015), y ganó el premio de Jugador Más Valioso de la Liga Nacional en 2013. También cuenta con cuatro Bates de Plata, un Guante de Oro y un Premio Roberto Clemente.

## Carrera profesional

### Ligas menores
McCutchen, quien había firmado con la Universidad de la Florida, fue seleccionado en la posición 11 del draft de 2005 por los Piratas de Pittsburgh. Decidió firmar con los Piratas en lugar de asistir a la universidad, y en 2006, su primera temporada completa como jugador profesional, formó parte del equipo titular del Juego de Estrellas de la South Atlantic League. A finales de ese año, fue nombrado como el Jugador del Año en el sistema de ligas menores de los Piratas. McCutchen fue incluido por Baseball America en la lista de los mejores 50 prospectos en cada una de sus cuatro temporadas en las ligas menores, llegando hasta la posición 13 para la temporada 2007.

### Pittsburgh Pirates

#### 2009
McCutchen fue llamado por primera vez a Grandes Ligas el 3 de junio de 2009, debido al traspaso del jardinero central titular Nate McLouth a los Bravos de Atlanta. Debutó con los Piratas el día siguiente como primer bateador de la alineación ante los Mets de Nueva York, conectando un sencillo en el primer turno al bate de su carrera, contra el abridor Mike Pelfrey. Culminó el juego con dos sencillos, una carrera impulsada, tres anotadas y una base robada en cuatro turnos.
El 17 de junio de 2009, McCutchen conectó el primer jonrón de su carrera, ante Francisco Liriano de los Mellizos de Minnesota. El 25 de junio de 2009, conectó su primer hit ganador, ante el cerrador Matt Herges de los Indios de Cleveland. Sus compañeros Jack Wilson y Eric Hinske habían conectado sencillos antes que McCutchen, quien bateó un sencillo al jardín izquierdo para que Wilson anotara la carrera de la victoria. "Es un jugador joven impresionante. Realmente lo es", dijo el mánager de los Indios, Eric Wedge.
El 1 de agosto de 2009, contra los Nacionales de Washington, bateó 4-de-5 con tres jonrones y seis impulsadas, convirtiéndose en el décimo jugador de la historia de los Piratas en conectar tres cuadrangulares en un solo juego, y el primero en hacerlo durante su año de novato. "Fue uno de esos días", dijo McCutchen. "Fue uno de esos días en que todo funcionaba. Tuve mis lanzamientos, y fui capaz de batearlos, fui capaz de batearlos con libertad. Es un día que yo se no olvidaré."
McCutchen destacó en una faceta diferente de su juego 10 días más tarde contra los Rockies de Colorado en el Coors Field, robando tres bases en un solo juego, obteniendo tres bases por bolas y anotando tres veces en la victoria 7-3 de los Piratas. "Tuve más oportunidades para correr esta noche", dijo. "Tienes ese chance cuando estás en las bases con frecuencia".
Conectó su primer jonrón ganador el 25 de agosto de 2009, ante Brad Lidge de los Filis de Filadelfia.
McCutchen terminó su primera temporada con un promedio de bateo de .286, 12 cuadrangulares, 54 carreras impulsadas y 22 bases robadas en 108 juegos. Terminó cuarto en la votación para el premio Novato del Año de la Liga Nacional. Fue nombrado el Novato del Año de 2009 por Baseball America el 16 de octubre de 2009.

#### 2010
McCutchen comenzó la temporada 2010 como el jardinero central titular de los Piratas, con elogios procedentes de toda la liga. "Él es un All-Star. Este año, probablemente," dijo el mánager de los Bravos de Atlanta, Bobby Cox. "Batea. Corre. Defiende. Lanza. Lo tiene todo. Él coge la pelota como Andruw Jones hizo con 19 años de edad. No se puede conectar una pelota [más allá de él] por ahí. Él tiene un rayo en ese bate también."
Registró el día de su carrera contra los Cachorros de Chicago el 14 de mayo de 2010, bateando 5-de-5 con cinco carreras anotadas en la victoria 10-7 de los Piratas. Su compañero de equipo Garrett Jones también registró cinco hits, haciendo de McCutchen y Jones el primer dúo de los Piratas desde que Willie Stargell y Bob Robertson lograron la hazaña en 1970. "Creo que estábamos compitiendo entre sí", dijo McCutchen, riendo. "No sé. Yo conecté un hit, él conectó un hit. Él conectó un jonrón, y yo conecté un jonrón." McCutchen terminó el mes de mayo con los mejores números de su carrera, bateando .327 con un .901 OPS, y fue comparado con la estrella de los Rays de Tampa Bay Carl Crawford.
A pesar de su buen rendimiento, no fue invitado al Juego de Estrellas de 2010. El lanzador Evan Meek fue escogido para representar a los Piratas, y declaró que McCutchen fue "muy merecedor" y debería haber ido también.
Después de batear .226 en agosto, McCutchen bateó para .326 con 22 cuadrangulares y 17 remolcadas en septiembre. También registró 12 juegos multi-hit desde el 3 de septiembre al 3 de octubre. "Honestamente, no creo que estoy haciendo nada diferente en este momento. Tu abanicas, y la pelota encuentra un espacio. Eso es todo. Ese es el juego de béisbol" comentó McCutchen sobre los cambios de agosto a septiembre. Terminó su segunda temporada en las Grandes Ligas bateando .286 una vez más, y registró 94 carreras, 16 cuadrangulares, 56 carreras impulsadas y 33 bases robadas.

#### 2011
El 9 de julio de 2011, durante el juego del sábado por la noche, se anunció que McCutchen tomaría el lugar del lesionado Ryan Braun como miembro del equipo de la Liga Nacional del Juego de Estrellas de 2011. El 30 de agosto, conectó un jonrón en la novena entrada ante los Astros de Houston, para convertirse en el octavo jugador de los Piratas en registrar por lo menos 20 jonrones y 20 bases robadas en una misma temporada, y el primero desde Nate McLough en 2008. Luego de un decepcionante mes de septiembre, terminó la temporada con promedio de .259 y como líder del equipo con 23 jonrones, 23 bases robadas, 89 impulsadas y 87 anotadas. Fue nominado al Premio Hank Aaron como representante de los Piratas.

#### 2012
El 5 de marzo de 2012, McCutchen firmó un a extensión de contrato por seis años y $51.5 millones con los Piratas, incluyendo una opción del club por $14.75 millones para 2018. El 1 de julio, se anunció que McCutchen y su compañero Joel Hanrahan fueron nombrados por segunda vez al Juego de Estrellas. Al momento de su selección, bateaba para .346 con 97 hits, 15 jonrones y 47 impulsadas. También fue escogido para reemplazar al lesionado Giancarlo Stanton en el Derby de Jonrones.
Fue nombrado Jugador del Mes de junio de la Liga Nacional gracias a su rendimiento durante ese mes. En julio ganó su primer premio de Jugador de la Semana, y la semana siguiente volvió a ganar, convirtiéndose en el primer jugador de los Piratas desde Jason Bay en lograrlo. Durante julio conectó para .446 con siete jonrones y 15 impulsadas para ser nombrado Jugador del Mes por segundo mes consecutivo, el primer miembro de los Piratas en ganar el reconocimiento dos veces en una misma temporada desde Bobby Bonilla en 1988. El 29 de septiembre, conectó un jonrón ganador ante Jonathan Broxton de los Rojos de Cincinnati para registrar su 31ro y último jonrón de la temporada. Culminó la temporada con .327 de promedio, el segundo mejor de la Liga Nacional, y lideró la liga con 194 hits. Además robó 20 bases, su cuarta temporada consecutiva con 20 o más bases robadas.
Finalizó tercero en la votación al Jugador Más Valioso de la Liga Nacional, detrás del receptor Buster Posey de los Gigantes de San Francisco y de Ryan Braun de los Cerveceros de Milwaukee, pero fue galardonado por los jugadores como el jugador más impresionante de la Liga Nacional. También ganó su primer Bate de Plata y primer Guante de Oro.

#### 2013
El 3 de abril de 2013, McCutchen registró su base robada número 100, en el segundo juego de la temporada regular ente los Cachorros de Chicago. El 3 de septiembre, ante el lanzador Yovani Gallardo de los Cerveceros de Milwaukee, conectó el jonrón 100 de su carrera.
Fue nombrado al Juego de Estrellas por tercera temporada consecutiva. Terminó la temporada regular de 2013 con promedio de .317 y 20 jonrones, 84 impulsadas y 28 bases robadas. Fue parte fundamental del equipo para que los Piratas terminaran con récord ganador y alcanzaran la postemporada por primera vez desde 1992. Fueron eliminados en el quinto juego de la Serie Divisional ante los Cardenales de San Luis. Al finalizar la temporada, ganó su segundo Bate de Plata, su segundo reconocimiento como jugador más impresionante, y el 14 de noviembre de 2013 fue nombrado como el Jugador Más Valioso de la Liga Nacional por delante de Yadier Molina de los Cardenales y Paul Goldschmidt de los Diamondbacks de Arizona, el primer jugador de los Piratas en ganar desde Barry Bonds en 1992.

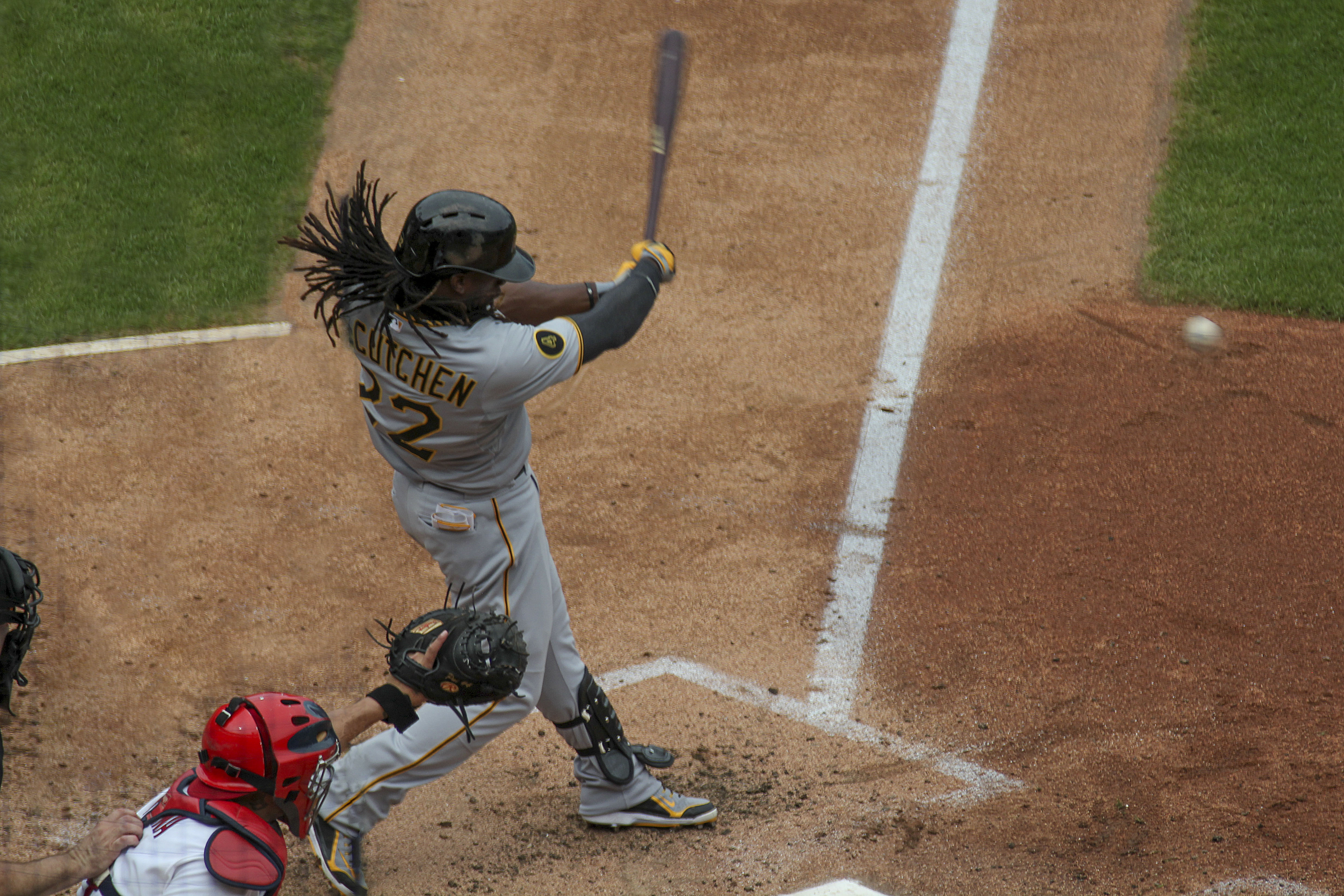
McCutchen bateando en 2014 frente a los Cardenales de San Luis.

#### 2014
En la temporada 2014, McCutchen fue elegido para su cuarto Juego de Estrellas consecutivo, el primero como titular. El 10 de septiembre, conectó su primer jonrón dentro del parque, ante los Filis de Filadelfia. Finalizó la temporada con promedio de .314, 25 jonrones y 83 impulsadas.

#### 2015
En 2015, McCutchen ganó el Premio Roberto Clemente. Finalizó la temporada con .292 de promedio, 23 jonrones y 96 impulsadas.

#### 2016
En 2016, culminó la temporada con un promedio de .256, el más bajo en su carrera, además de 24 jonrones y 79 carreras impulsadas, representando su menor producción desde la temporada 2010. 

#### 2017
En 2017, ganó el premio de Jugador del Mes de la Liga Nacional para el mes de junio, luego de registrar promedio de .411 con seis jonrones y 23 impulsadas, además de recibir 17 bases por bolas en contraste con solo 12 ponches. Culminó la temporada con promedio de .279, 28 jonrones y 88 impulsadas en 570 turnos al bate.

### San Francisco Giants
El 15 de enero de 2018, McCutchen fue parte de un canje entre los Piratas y los Gigantes de San Francisco, a cambio del lanzador derecho Kyle Crick, el jardinero Bryan Reynolds, así como medio millón de dólares en fondos para fichajes internacionales. Como parte de la operación, Pittsburgh entregó efectivo a los Gigantes, a fin de cubrir parte del salario de McCutchen, que asciende para este año a 14,75 millones de dólares.
El 7 de abril de 2018, ante los Dodgers de Los Ángeles, conectó seis hits con cuatro carreras impulsadas, incluyendo un jonrón ganador en la 14° entrada. En un total de 130 juegos, McCutchen registró promedio de .255 con 15 jonrones y 55 impulsadas para los Gigantes.

### New York Yankees
EL 31 de agosto de 2018, McCutchen fue trasferido a los Yanquis de Nueva York a cambio del infielder Abiatal Avelino y el lanzador Juan De Paula. A causa de las políticas de apariencia de su nuevo equipo, se tuvo que afeitar la barba, y también cambió su número al 26 debido a que el 22 estaba siendo utilizado por Jacoby Ellsbury.
Finalizó la temporada con una línea ofensiva de .255/.368/.424, 20 jonrones, 65 impulsadas, 95 bases por bolas y 14 bases robadas.

### Philadelphia Phillies
El 12 de diciembre de 2018, McCutchen firmó un contrato por tres años y $50 millones con los Filis de Filadelfia, con una opción del club para la temporada 2022 por $15 millones y una cláusula de $3 millones.

## Vida personal
McCutchen fue reconocido por sus largos dreadlocks, los cuales cortó el 25 de marzo de 2015 y fueron subastados por MLB, con las ganancias destinadas a caridad.
El 11 de diciembre de 2013, le propuso matrimonio a su novia de años Maria Hanslovan en el programa The Ellen DeGeneres Show.
Es hijo de un ministro, y ha hablado acerca de su fe cristiana: "En mi vida, quiero que las personas vean que no soy solo un jugador de béisbol. Quiero que me conozcan como cristiano y como alguien que no teme confesar el nombre de Dios" y "agradezco por cada día que el Señor me ha dado y por lo que hizo por mí cuando murió en la cruz por mis pecados".